# Siseme albescens
Siseme albescens är en fjärilsart som beskrevs av Hans Ferdinand Emil Julius Stichel 1911. Siseme albescens ingår i släktet Siseme och familjen Riodinidae. Inga underarter finns listade i Catalogue of Life.